# Synemosyna formica
Espèce
Synonymes
- Janus gibberosus C. L. Koch, 1846
- Myrmecium lunatum Simon, 1897
- Myrmecium rubrum Mello-Leitão, 1932

Synemosyna formica est une espèce d'araignées aranéomorphes de la famille des Salticidae.

## Distribution
Cette espèce se rencontre au Canada en Ontario et aux États-Unis au New Hampshire, au Connecticut, en Pennsylvanie, au New Jersey, en Caroline du Sud, au Minnesota, en Iowa, en Illinois, au Kansas, en Arkansas, au Texas, en Géorgie et en Floride,.

## Description

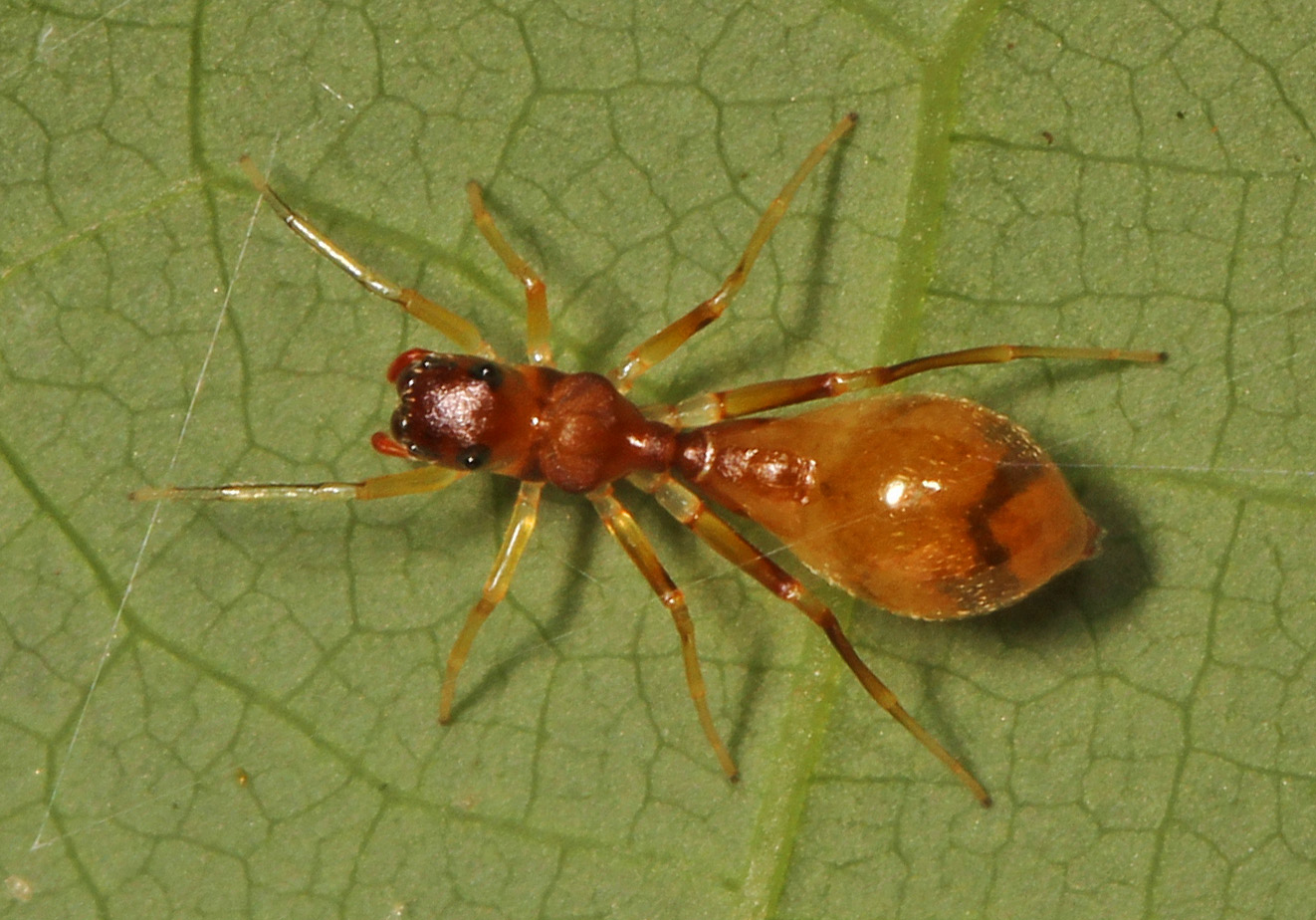
Synemosyna formica

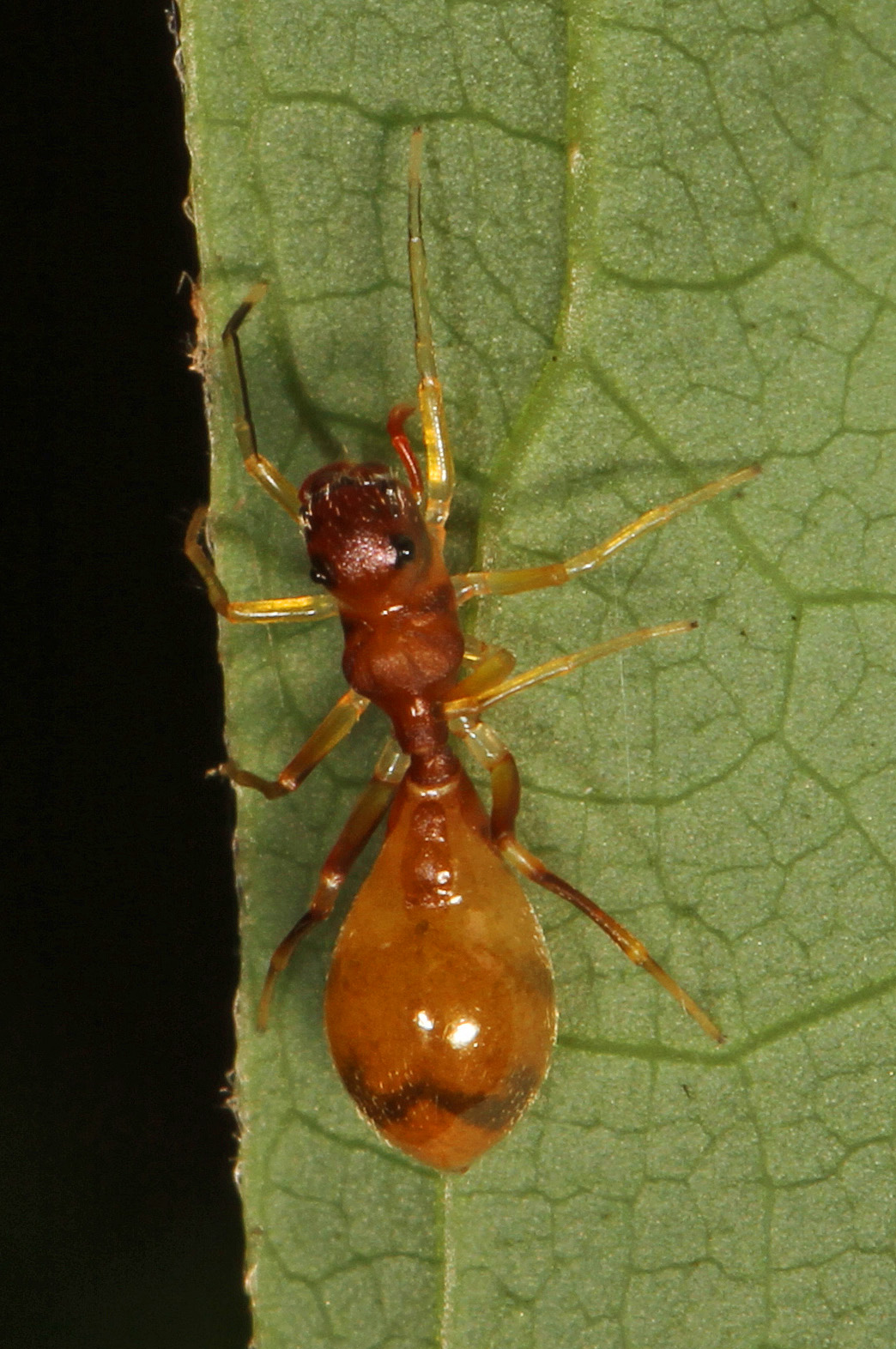
Synemosyna formica

Les mâles mesurent de 4,7 à 5,7 mm et les femelles de 4,2 à 5 mm.

## Publication originale
- Hentz, 1846 : Descriptions and figures of the araneides of the United States. Boston Journal of Natural History, vol. 5, p. 352-370 (texte intégral).